# Sigmella puchihlungi
Sigmella puchihlungi är en kackerlacksart som först beskrevs av Bei-Bienko 1959.  Sigmella puchihlungi ingår i släktet Sigmella och familjen småkackerlackor. Inga underarter finns listade i Catalogue of Life.